# 205 (Viña Bus)
El servicio 205 (ex línea 33 expresos Viña del Mar)  es un recorrido de buses urbanos de la ciudad de Gran Valparaíso. Opera entre el Sector Villa Independencia y Miraflores en la comuna de Viña Del Mar y el sector Aduana en la comuna de Valparaíso.
Forma parte de la Unidad 2 del sistema de buses urbanos de la ciudad de Gran Valparaíso, siendo operada por la empresa Viña Bus S.A.

## Zonas que sirve
|  | Viña Del Mar |
|  | Valparaíso   |

## Recorrido[1]
| - Viña Del Mar - Pablo Neruda - Plaza Independencia - Augusto Dhalmar - Gabriela Mistral - Luis Hurtado - Pablo De Rocka - Av. Carlos Ibañez Del Campo - Av. Eduardo Frei - Las Rejas - Lusitania - Pza. Miraflores - 1 Norte - Puente Lusitania - Limache - Viana - Av. España - Valparaíso - Av. España - Errazuriz - Plaza Aduana | - Valparaíso - Plaza Aduana - Errazuriz - Av. Brasil - Av. Argentina - Av. España - Viña Del Mar - Av. España - Álvarez - Viana - Puente Lusitania - 1 Norte - Pza. Miraflores - Lusitania - Las Rejas - Av. Eduardo Frei - Av. Carlos Ibañez Del Campo - Pablo De Rocka - Luis Hurtado - Gabriela Mistral - Augusto Dhalmar - Plaza Independencia - Pablo Neruda |